# Metropolia đakowsko-osijecka
Metropolia Ðakovo-Osijek – metropolia Kościoła rzymskokatolickiego w Chorwacji. Składa się z metropolitalnej archidiecezji Ðakovo-Osijek i dwóch diecezji (w tym jednej w granicach Serbii). Została ustanowiona 18 czerwca 2008. Od 2013 godność metropolity sprawuje abp Đuro Hranić. 
W skład metropolii wchodzą:
- Archidiecezja Ðakovo-Osijek
- Diecezja Požega
- Diecezja srijemska (Serbia)